# ويليام كوغزويل
ويليام كوغزويل هو ضابط ومحامي وسياسي أمريكي، ولد في 23 أغسطس 1838 في Bradford, Massachusetts ‏ في الولايات المتحدة، وتوفي في 22 مايو 1895 في واشنطن العاصمة في الولايات المتحدة. نشط حزبياً في الحزب الجمهوري. وقد انتخب عضو مجلس نواب ماساتشوستس ‏ وانتخب عضو مجلس النواب الأمريكي ‏.